# Chaloupky
Chaloupky település Csehországban, a Berouni járásban. Chaloupky Malá Víska, Komárov és Hvozdec településekkel határos. Lakosainak száma 523 fő (2024. január 1.).

## Népesség
A település lakosságának változását az alábbi diagram mutatja:
| Lakosok száma | 800  | 739  | 720  | 480  | 398  | 508  | 506  | 511  | 528  | 523  |
|               | 1869 | 1900 | 1921 | 1961 | 1980 | 2011 | 2016 | 2019 | 2021 | 2024 |